# Maison Fedel
La maison Fedel est un édifice situé dans la ville d'Auch, dans l'Occitanie dans le Gers.

## Histoire
Le siècle de la campagne de la construction est le XVe siècle.
La maison du XVe siècle est classée au titre des monuments historiques par arrêté du 28 décembre 1932.

## Description
Elle comporte un rez-de-chaussée en pierre. Les trois étages sont constitués en pans de bois et briques, ils sont légèrement en saillie les uns par rapport aux autres.

## Galerie

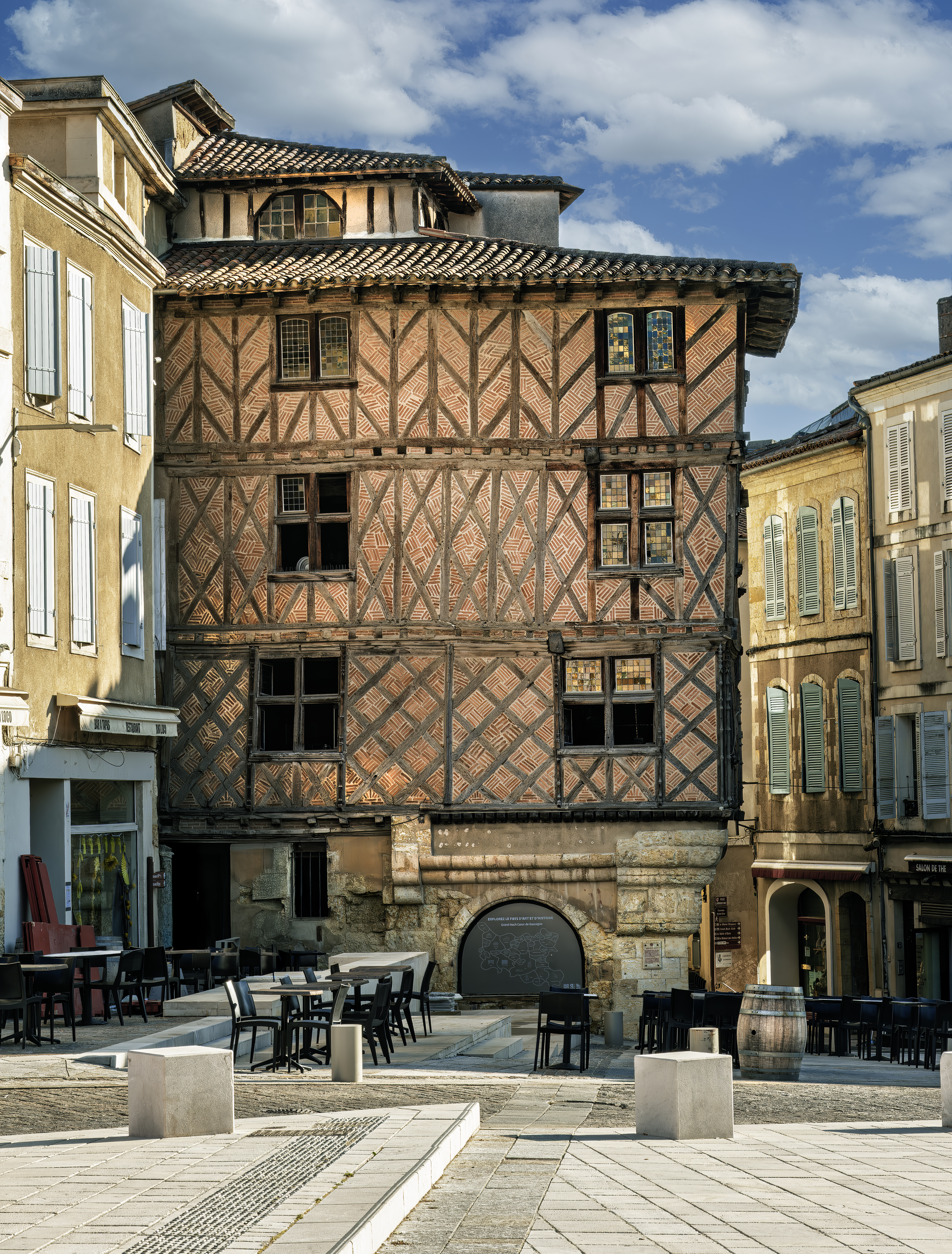
Maison Fedel vue de la place de la République
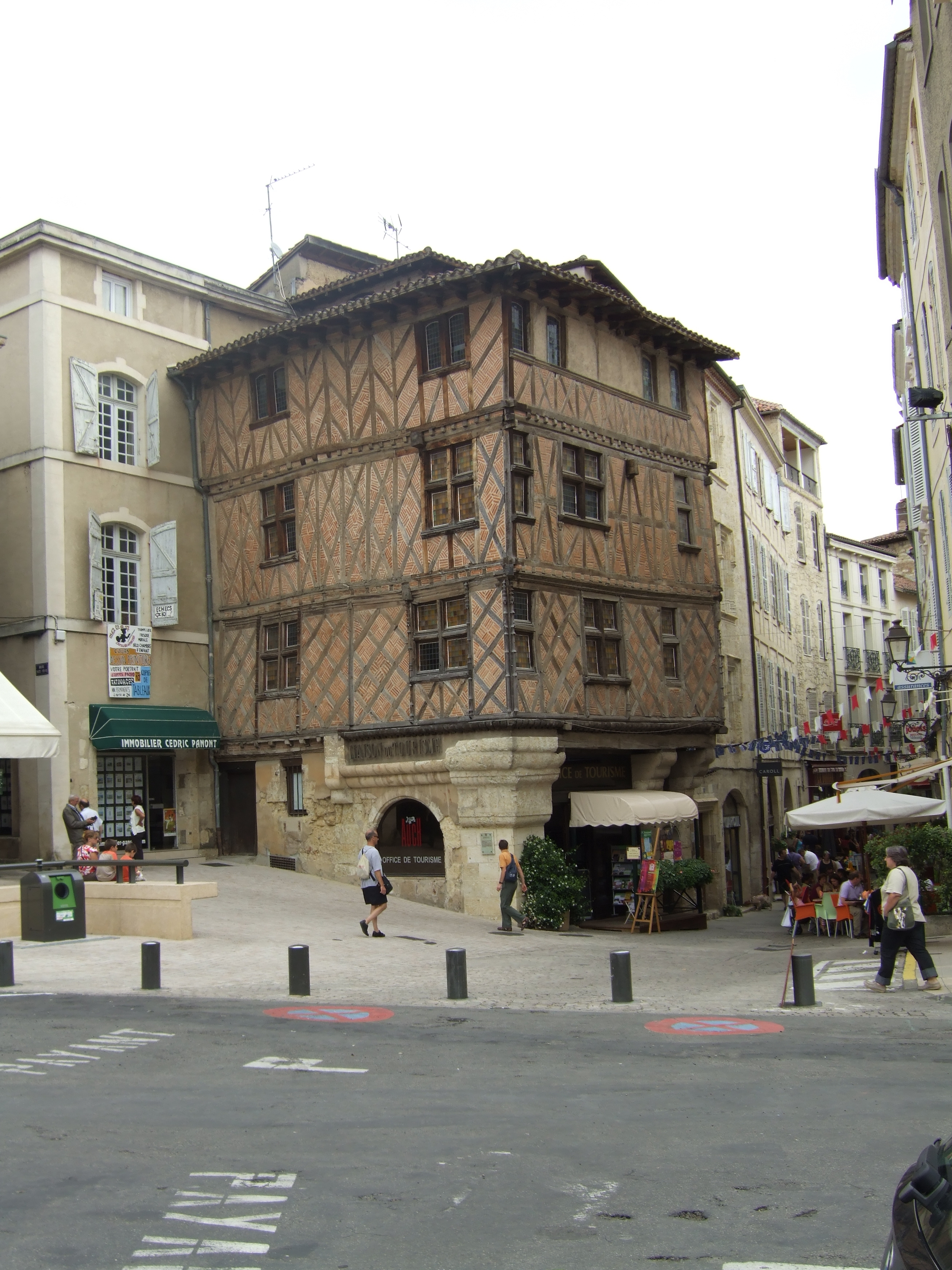
Édifice et la rue Dessoles.
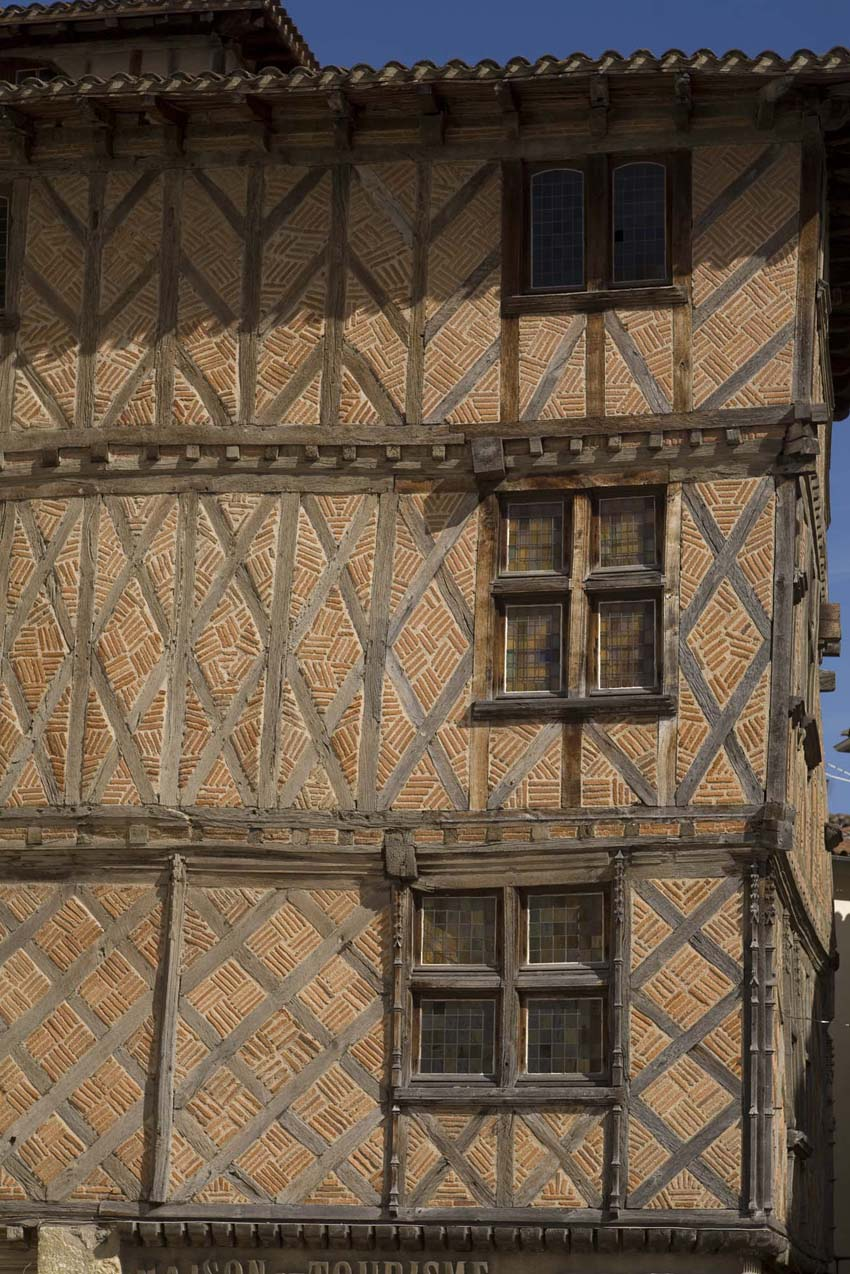
Les trois étages en pans de bois.
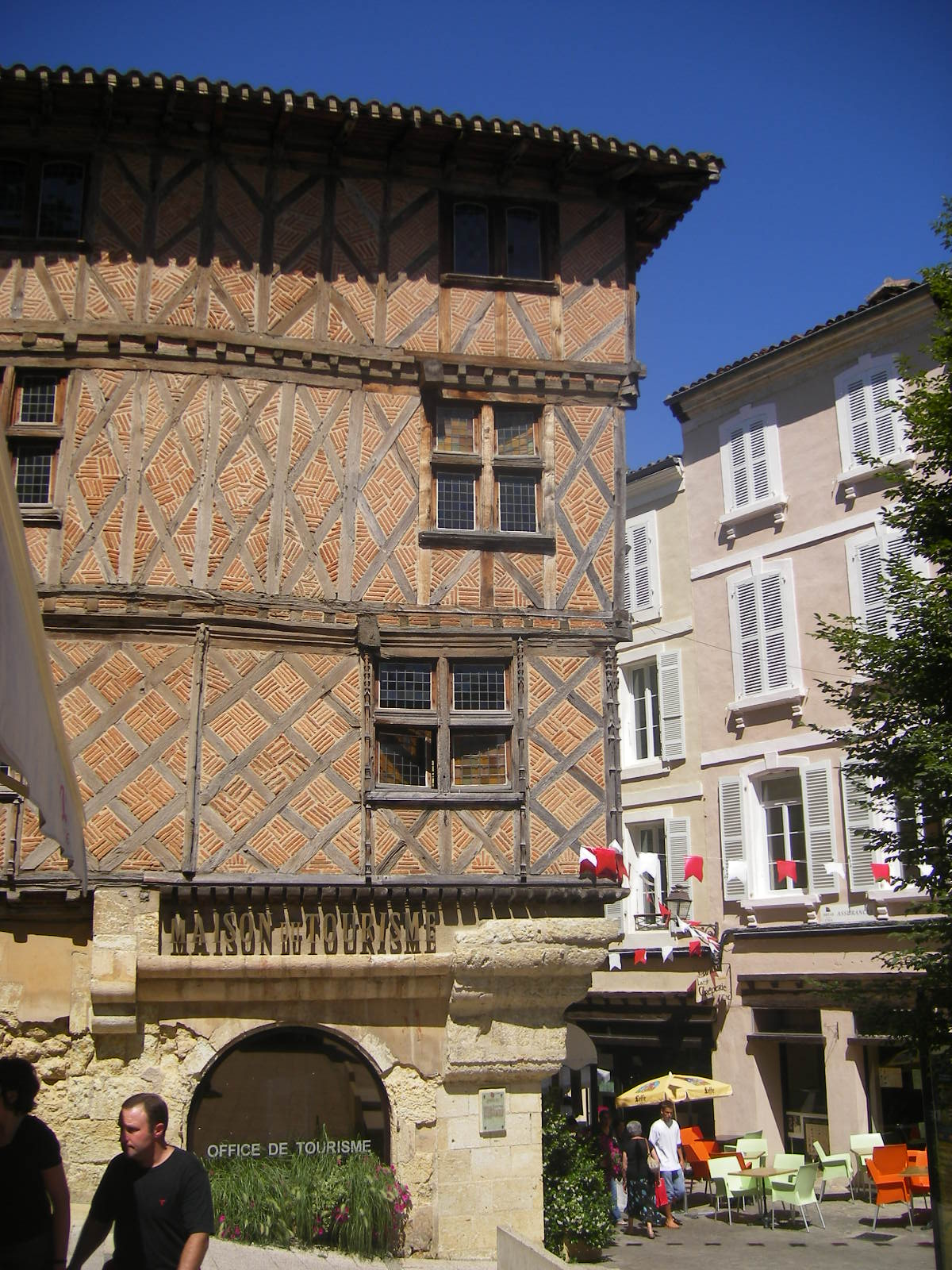